# Emil Utitz
Emil Utitz (geboren am 27. Mai 1883 in Rostok, Österreich-Ungarn; gestorben am 2. November 1956 in Jena) war ein deutschsprachiger Philosoph, Psychologe und Kunsttheoretiker.

## Leben
Utitz wurde als Sohn des in Prag tätigen Herstellers von Lederwaren Gotthold Utitz und dessen Gattin Philippine geb. Taußig geboren. Seine Eltern entstammen jüdischen Familien. Er besuchte das deutschsprachige humanistische Staatsgymnasium in der Prager Altstadt, Palais Goltz-Kinsky, an dem er mit Franz Kafka unterrichtet wurde. Die Matura bestand er 1901 mit Auszeichnung.
Utitz studierte von 1902 bis 1906 Rechtswissenschaft, Archäologie, Kunstgeschichte, Philosophie und Psychologie an der Ludwig-Maximilians-Universität München, der Universität Leipzig und der Karl-Ferdinands-Universität zu Prag. Dort promovierte er 1906 bei Christian von Ehrenfels, einem Schüler Franz Brentanos, zum Dr. phil. 1910 habilitierte er sich bei Franz Bruno Erhardt an der Universität Rostock. Bis 1916 Privatdozent für Philosophie, erhielt er 1916 eine Titularprofessor. Politisch gehörte Utitz nach dem Ersten Weltkrieg zeitweise der liberalen Deutschen Demokratischen Partei (DDP) an.  1919 erfolgte mit der Berufung von David Katz auf eine neugeschaffene Professur ein Ausbau der Psychologie an der Universität Rostock und Utitz erhielt im Zusammenhang damit einen Lehrauftrag für Ästhetik und Psychologie. Utitz hatte sich in den Jahren zuvor mehrfach für die Gründung eines Instituts für Psychologie engagiert. Von 1921 bis 1924 versah Utitz an der Universität Rostock eine außerplanmäßige Stelle als a.o. Professor für Philosophie. Von 1925 bis 1933 war er o. Professor an der Friedrichs-Universität Halle.
Utitz und seine Frau Ottilie  geb. Schwarzkopf waren vom Judentum zur evangelischen Kirche konvertiert. Nach der Reichstagswahl März 1933 von den Nationalsozialisten am 29. April 1933 vorläufig beurlaubt, wurde Utitz am 23. September desselben Jahres nach dem Gesetz zur Wiederherstellung des Berufsbeamtentums in den endgültigen Ruhestand versetzt. Daraufhin emigrierte er nach Prag. Von 1934 bis zur Zerschlagung der Rest-Tschechei war er Lehrstuhlinhaber für Philosophie an der deutschen Karl-Ferdinands-Universität. Er gehörte einem Literatenkreis um das Schriftstellerehepaar Gertrude und Johannes Urzidil an.
Utitz wurde am 30. Juli 1942 von Prag in das Ghetto Theresienstadt deportiert. Da er zusammen mit Leo Baeck zu den „prominenten“ Gefangenen gehörte, wurde er als Leiter der Ghettozentralbücherei angestellt. Zeitweilig war er stellvertretender Leiter der „Freizeitgestaltung“. Utitz und Baeck hielten in Theresienstadt umfangreiche Vorträge zu verschiedenen Themen. Utitz hielt seinen ersten Vortrag am 24. November 1942 über seelische Hygiene in Theresienstadt. Utitz und Baeck  überlebten die schweren Jahre im „Ghetto“ und berichteten in der Nachkriegszeit über die „Universität über dem Abgrund“. Utitz’ in tschechischer Sprache geschriebenes Buch Psychologie života v Terezínském koncentračním táboře (Psychologie des Lebens im Konzentrationslager Theresienstadt) erschien 1947 in Prag. Darin berichtet er über eine wissenschaftliche Gesellschaft in Theresienstadt, die sich zweimal im Monat am Donnerstag traf und eine streng begrenzte Teilnehmerzahl hatte. Während des Zweiten Weltkriegs kehrte Utitz zum Judentum zurück.
Ab 1945 lehrte Utitz wieder an der Karls-Universität Prag.

## Bildnis
- Charles Crodel: Woldemar Graf Uxkull-Gyllenband, Emil Utitz, Gerhard Marcks, enkaustische Malerei, 1931.[7]

## Werke
- J.[ohann] J.[acob] Wilhelm Heinse und die Ästhetik zur Zeit der deutschen Aufklärung. Eine problemgeschichtliche Studie. Verlag Max Niemeyer. Halle Saale 1906.
- Grundzüge der ästhetischen Farbenlehre. Verlag Ferdinand Enke. Stuttgart 1908.
- Bernard Bolzanos Ästhetik. In: Deutsche Arbeit: Monatsschrift für das geistige Leben der Deutschen in Böhmen 8(1908/09), S. 89–94.
- Zur Kunsterziehung. Ein Ratgeber. In: Deutsche Arbeit: Monatsschrift für das geistige Leben der Deutschen in Böhmen 8(1908/09), S. 189–196.
- Von Prags Stadtschönheit. In: Deutsche Arbeit: Monatsschrift für das geistige Leben der Deutschen in Böhmen 9(1908/09), S. 672–675.
- Was ist Stil? Verlag Ferdinand Enke. Stuttgart 1911.
- Die Funktionsfreuden im ästhetischen Verhalten. Verlag Max Niemeyer. Halle Saale 1911.
- Die Grundlagen der jüngsten Kunstbewegung. Ein Vortrag. Verlag Ferdinand Enke. Stuttgart 1913.
- Grundlegung der allgemeinen Kunstwissenschaft. 2 Bände. Verlag Ferdinand Enke. Stuttgart 1914–1920.
- Die Gegenständlichkeit des Kunstwerks. Als: Philosophische Vorträge. Band 17. Verlag Reuther & Reichard. Berlin 1917.
- Psychologie der Simulation. Verlag Ferdinand Enke. Stuttgart 1918.
- Akademische Berufsberatung. Vortrag, gehalten im Akademischen Verein für Hochschulreform zu Rostock. Verlag Ferdinand Enke. Stuttgart 1920.
- Die Kultur der Gegenwart in den Grundzügen dargestellt. Verlag Ferdinand Enke. Stuttgart 1921.
- Zum Schaffen des Schauspielers. In: Die Flöte 4 (1922), Heft 10, S. 283–287.
- Kunst und Sittlichkeit. In: Velhagen & Klasings Monatshefte. Jg. 37 (1922/23), Bd. 2, S. 62–67.
- Ästhetik. Als: Quellenhandbücher der Philosophie. Band 9. Verlag Rolf Heise. Berlin 1923.
- Charakterologie. Verlag Rolf Heise. [Berlin-]Charlottenburg 1925.
- Der Künstler. Vier Vorträge. Verlag Ferdinand Enke. Stuttgart 1925.
- Lehrbuch der Philosophie. Herausgegeben von Max Dessoir. Band 2: Die Philosophie in ihren Einzelgebieten. Dargestellt von Erich Becher: Erkenntnistheorie und Metaphysik. Kurt Koffka: Psychologie. Paul Menzer: Ethik. Johann Baptist Rieffert: Logik. Moritz Schlick: Naturphilosophie. Paul Tillich: Religionsphilosophie. Emil Utitz: Ästhetik und Philosophie der Kunst. Berlin 1925.
- Die Überwindung des Expressionismus. Charakterologische Studien zur Kultur der Gegenwart. Verlag Ferdinand Enke. Stuttgart 1927.
- Über die geistigen Grundlagen der jüngsten Kunstbewegung. [1] Als: Friedrich Manns Pädagogisches Magazin. Heft 1231. [2] Als: Schriften aus dem Euckenkreis. Herausgegeben vom Euckenbund. Heft 32. Verlag Hermann Beyer & Söhne. Langensalza 1929.
- Christian Wolff. Rede zur 250. Wiederkehr seines Geburtstages in der Aula der Vereinigten Friedrichs-Universität Halle-Wittenberg. Als: Hallische Universitätsreden. Heft 45. Verlag Max Niemeyer. Halle Saale 1929.
- Natur in der Kunst. In: Zeitschrift für Ästhetik und allgemeine Kunstwissenschaft 25 (1931), S. 244–259 (digi.ub.uni-heidelberg.de).
- Geschichte der Ästhetik. Als: Geschichte der Philosophie in Längsschnitten. Herausgegeben von Willy Moog. Band 6. Verlag Junker & Dünnhaupt. Berlin 1932.
- Mensch und Kultur. Verlag Ferdinand Enke. Stuttgart 1933.
- Die Sendung der Philosophie in unserer Zeit. Verlag Sijthoff. Leiden (Niederlande) 1935.
- Masaryk als Volkserzieher. Festvortrag aus Anlass des 85. Geburtstages Tomáš Garrigue Masaryk. Prag 1935.
- Psychologie zivota Terezinskem koncentracznim tabore. Prag 1947
  - Psychologie des Lebens im Konzentrationslager Theresienstadt. Verlag A. Sexl. Wien  1948.
- Egon Erwin Kisch. Der klassische Journalist. Aufbau-Verlag. Berlin 1956.
- Bemerkungen zur altgriechischen Kunsttheorie. Akademie-Verlag. Berlin 1959.
- Jahrbuch der Charakterologie. Herausgegeben von Emil Utitz. Berlin 1924–1929.